# West Laurel
West Laurel es un lugar designado por el censo ubicado en el condado de Prince George en el estado estadounidense de Maryland. En el Censo de 2010 tenía una población de 4.230 habitantes y una densidad poblacional de 687,09 personas por km².

## Geografía
West Laurel se encuentra ubicado en las coordenadas 39°6′57″N 76°53′35″O / 39.11583, -76.89306. Según la Oficina del Censo de los Estados Unidos, West Laurel tiene una superficie total de 6.16 km², de la cual 5.89 km² corresponden a tierra firme y (4.29%) 0.26 km² es agua.

## Demografía
Según el censo de 2010, había 4.230 personas residiendo en West Laurel. La densidad de población era de 687,09 hab./km². De los 4.230 habitantes, West Laurel estaba compuesto por el 70.12% blancos, el 16.48% eran afroamericanos, el 0.21% eran amerindios, el 4.92% eran asiáticos, el 0.02% eran isleños del Pacífico, el 4.94% eran de otras razas y el 3.31% pertenecían a dos o más razas. Del total de la población el 10.78% eran hispanos o latinos de cualquier raza.